# Granite Canyon
Der Granite Canyon ist eine Schlucht im Grand-Teton-Nationalpark im Westen des US-Bundesstaates Wyoming. Der Canyon wurde durch Gletscher gebildet, die sich am Ende des letzteiszeitlichen Maximums vor etwa 15.000 Jahren zurückzogen und ein Trogtal hinterließen.

## Lage
Der Granite Canyon verläuft in West-Ost-Richtung im südlichen Teil der Teton Range, einer Bergkette, die sich 100 Kilometer in Nord-Süd-Richtung durch das westliche Wyoming zieht. Die Schlucht liegt westlich des Tals Jackson Hole und wird von einer Reihe hoher Berggipfel umschlossen. Nördlich liegt ein Gebirgsgrat, der sich vom Talboden von Jackson Hole bis zum Mount Hunt zieht. Nordwestlich liegen der Spearhead Peak sowie der westlich davon im Gratverlauf liegende Housetop Mountain. Südlich des Granite Canyon erhebt sich das Bergmassiv des Rendezvous Mountain mit den Gipfeln Apres Vous Peak, Cody Peak und Rendezvous Peak. In einem Kar südöstlich des Spearhead Peak liegt der Marion Lake, ein kleiner Bergsee auf 2816 m, der sich über einen namenlosen Bach in den Granite Creek entwässert. Der nördlich im Canyon gelegene Indian Lake entwässert sich ebenfalls in den Granite Creek. Der Granite Creek wird innerhalb des Canyons durch den Zusammenfluss von North-, Middle- und South Fork Granite Creek gebildet und mündet in Jackson Hole über Lake Creek und Fish Creek in den Snake River. Nahe dem Zusammenfluss der drei Bäche steht die im National Register of Historic Places eingetragene Upper Granite Canyon Patrol Cabin.

## Wanderwege
Durch den Canyon verläuft der südlich des Phelps Lake an der Moose-Wilson Road startende Granite Canyon Trail durch die Schlucht und trifft am westlichen Ende auf den Teton Crest Trail. Der aus dem Open Canyon kommende und östlich des Mount Hunt über den Bergpass Mount Hunt Divide verlaufende Mount Hunt Trail trifft von Norden auf den Granite Canyon Trail. Südlich starten Wege auf den Rendezvous Mountain sowie in die Jedediah Smith Wilderness des Caribou-Targhee National Forest. Populär ist eine Fahrt mit der Luftseilbahn des Jackson Hole Mountain Resort ab Teton Village auf den Rendezvous Mountain und ein Abstieg von dort durch den Granite Canyon zurück bis Teton Village.

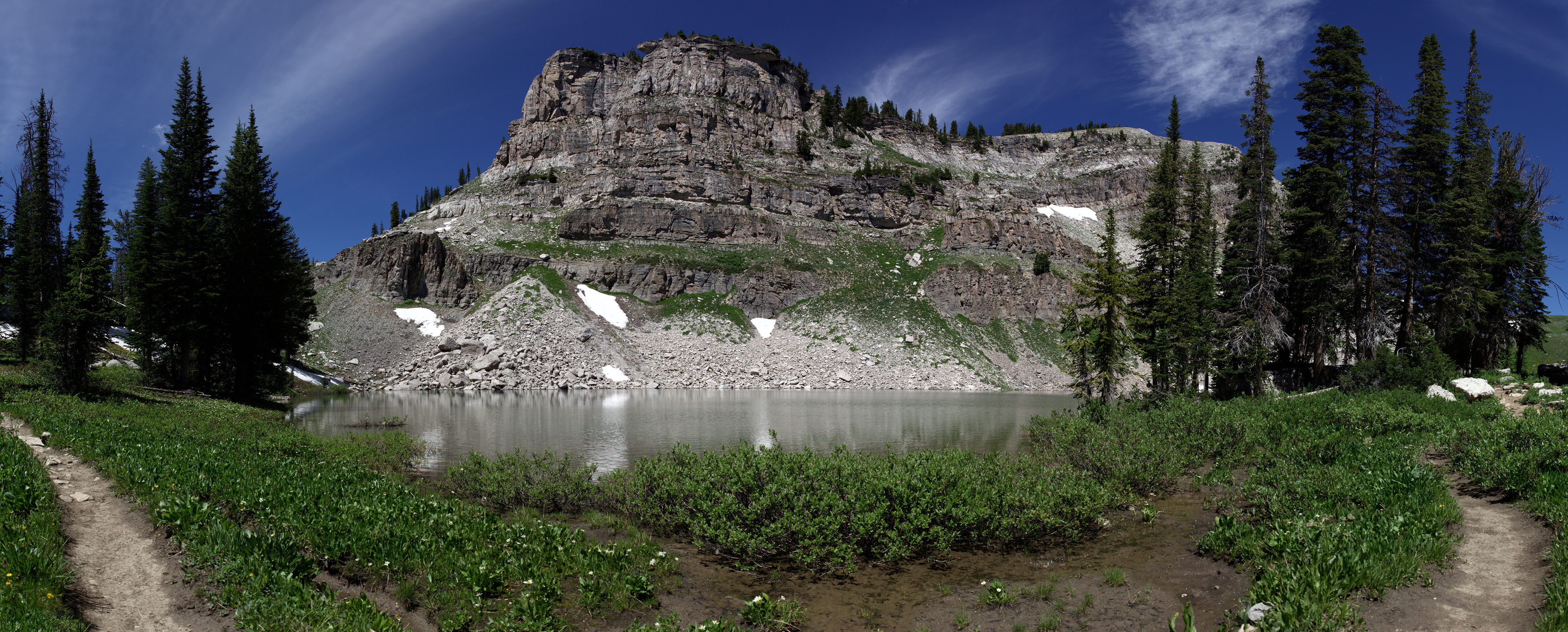
Marion Lake im westlichen Teil des Canyons

## Belege
1. ↑  Peakbagger: Housetop Mountain. Abgerufen am 17. Dezember 2021.
2. ↑  Geographic Names Information System: Granite Canyon. Abgerufen am 17. Dezember 2021.
3. ↑  Naturalatlas: Granite Canyon. Abgerufen am 17. Dezember 2021 (englisch).
4. ↑  AllTrips.com: Granite Canyon, Grand Teton National Park. Abgerufen am 17. Dezember 2021 (englisch).